# Sonet 4 (William Szekspir)

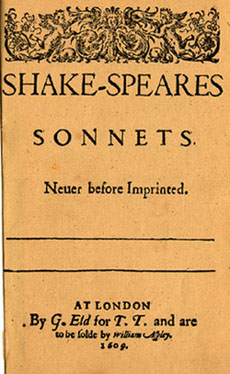
Strona tytułowa pierwszego wydania sonetów Shakespeare’a

Sonet 4 (Niegospodarna piękności, dlaczego) – jeden z cyklu sonetów autorstwa Williama Shakespeare’a.

## Treść
Sonet 4 zalicza się do cyklu sonetów, w których Szekspir namawia młodzieńca do posiadania potomstwa. Stwierdza, że dopóki tenże nie będzie miał syna, a w każdym razie dziedzica, nie wykorzysta właściwie swojej urody. Do tego celu używa terminologii, którą można by określić jako handlową (odsetki, pożyczka, lichwa).
Utwór ten kończy ostrzeżenie dla tych, którzy nie wykorzystają swoich walorów:

Piękność bezpłodną śmierć w grób z tobą złoży,
Płodna żyć będzie i spadek pomnoży.